# ジョン・ヘンリー・グレイ

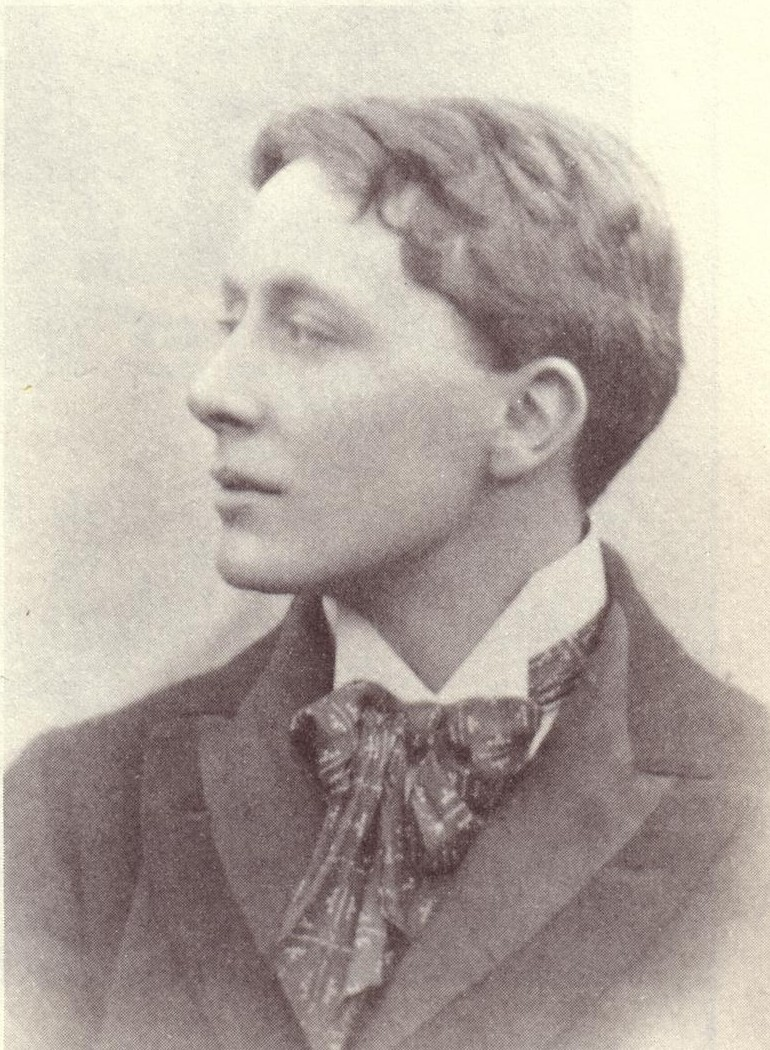
ジョン・グレイ (1866年–1934年)、詩人、司祭

ジョン・グレイ（John Gray、1866年3月2日 - 1934年6月14日）は、イギリスの詩人で、カトリックの司祭（律修司祭）。
『Silverpoints』『The Long Road』『Park: A Fantastic Story』などの作品を遺し、今日では、1890年代の耽美主義を代表する詩人として知られている。またアーネスト・ドーソンやオーブリー・ビアズリー、オスカー・ワイルドらとも親交があり、ワイルドの『ドリアン・グレイの肖像』の主人公はジョン・グレイに霊感を得たのだと噂されたが、グレイ本人はこの作品と距離を置いていた。また翻訳家としても才能を発揮し、フランス象徴主義のマラルメやヴェルレーヌ、ジュール・ラフォルグやランボーらの作品を、（しばしば最初に）英語に訳した。

## 生涯
ロンドンの下町ベスナル・グリーンに生まれる。
1890年代後半に、同時代のイギリス人芸術家の多くと同じく、ローマ・カトリックに改宗する。外務英連邦省を辞職し、聖職を目指してローマのスコットランド人神学校に学んだ後に、エジンバラの聖パトリック教会の司祭に、また聖ピーター教会の主任司祭に就任した。
グレイの最も重要な支援者は、生涯の伴侶であった詩人マルク＝アンドレ・ラファロヴィチであった。ラファロヴィチは富裕な階層の出身で、同性愛の初期の擁護者でもあった。オスカー・ワイルドとの友情は最初は濃密であったが、ワイルドの入獄中の2年間に冷え切ってしまった。
残りの生涯も高踏的な詩を創り続けたが、後年の作品はもっぱら宗教的になり、しばしばキリスト教の聖人を扱っている。1934年に短い闘病生活ののち、聖ラファエル養老院にて永眠した。
1988年にイギリスの学者でビクトリア朝文学の研究者、イアン・フレッチャーによって、詳細な註解のついた詩集が出版された。
デイジー・チェインソーのギタリスト、クリスピン・グレイは末裔に当たる。

## 参考資料
- Fletcher, Ian (ed.). The Poems of John Gray. Greensboro, North Carolina: ELT Press, 1988. ISBN 0-944318-00-2
- Sewell, Brocard. In The Dorian Mode (A Life of John Gray: 1866 – 1934). Padstow, Cornwall: Tabb House, 1983. ISBN 0-907018-18-1